# Миша Миятович
Милош „Миша“ Миятович (на сръбски език - Милош „Миша“ Мијатовић) е сръбски композитор и музикант, виртуоз на акордеона. „Оркестърът на Миша Миятович“ е една от най-търсените музикални формации за съпровод на известните сръбски фолк изпълнители. Многократно гостува в България, като акомпанира на концерти на Мирослав Илич, Шабан Шаулич и др.
Миятович е един от най-успешните югославски и сръбски композитори. През 1980 година става победител на „Фестивала на югославския акордеон“ в гр. Сокол баня.